# Danger Mouse: Making Whoopee
Danger Mouse: Making Whoopee, es un videojuego publicado por Creative Sparks en 1985 para ZX Spectrum y Amstrad CPC. Es el tercer videojuego basado en los dibujos animados de Danger Mouse. No habría otro videojuego de Danger Mouse hasta el lanzamiento de Danger Mouse: Trivia para iPhone OS en 2010, dieciocho años después del final de la serie.
- Datos: Q16555185